# Mimoleiopus sumatranus
Mimoleiopus sumatranus är en skalbaggsart som beskrevs av Stefan von Breuning 1969. Mimoleiopus sumatranus ingår i släktet Mimoleiopus och familjen långhorningar. Inga underarter finns listade i Catalogue of Life.